# Schönau (Bad Münstereifel)
Schönau (Luncă frumoasă) este o localitate ce aparține de orașul Bad Münstereifel din districtul Euskirchen, landul Nordrhein-Westfalen, Germania.

## Geografie
Schönau se află așezat în parte de nord-est a munților Eifel, la ca. 7 km distanță de centrul orașului Bad Münstereifel. Localitatea se află pe valea Erftului, la poalele muntelui Michelsberg care are altitudinea de 588 m deasupra n.m..

## Clima
Localitatea se află într-o regiune cu precipitații relativ abundente, cu media anuală între 700 mm și 800 mm. Vântul din nord nord-est aduce ploi sau iarna zăpadă. Temperaturile medii anuale oscilează între  7,0°C și 7,5°C, având în luna iulie temperaturi medii de ca. 15°C. Timpul de vegetație a plantelor durează numai 130 - 140 de zile. Merii înfloresc pe la mijlocul lunii mai, iar recolta de secară are loc între 29 iulie și 8 august. 
Prin poziția sa topografică ca depresiune situată pe vale, nopțile sunt foarte reci, pe vale coboară masa de aer rece,  aici fiind temperaturile cele mai scăzute din landul Nordrhein-Westfalen.